# Mount Jord
Mount Jord ist ein 1400 m hoher Berg im ostantarktischen Viktorialand. In der Asgard Range ragt nordwestlich des Hetha Peak aus einem Gebirgskamm zwischen dem Hart- und dem Goodspeed-Gletscher auf.
Das New Zealand Geographic Board benannte ihn 1998 in orthographisch falscher Schreibung nach Jörð, Erdgöttin der nordischen Mythologie.